# Deep Cuts, Volume 1 (1973-1976)
Deep Cuts, Volume 1 (1973-1976) è una raccolta del gruppo musicale britannico Queen, pubblicata il 14 marzo 2011 dalla Island Records e dalla Universal Music Group.

## Descrizione
Uscita in occasione del quarantennale della band e della rimasterizzazione in digitale di tutti i loro album, la raccolta contiene i brani meno noti del gruppo appartenenti ai primi cinque album in studio pubblicati tra il 1973 e il 1976 (Queen, Queen II, Sheer Heart Attack, A Night at the Opera e A Day at the Races).

## Tracce
1. Ogre Battle – 4:10 (Freddie Mercury)
2. Stone Cold Crazy – 2:12 (Queen)
3. My Fairy King – 4:08 (Freddie Mercury)
4. I'm in Love with My Car – 3:05 (Roger Taylor)
5. Keep Yourself Alive – 3:45 (Brian May)
6. Long Away – 3:33 (Brian May)
7. The Millionaire Waltz – 4:54 (Freddie Mercury)
8. '39 – 3:25 (Brian May)
9. Tenement Funster – 2:48 (Roger Taylor)
10. Flick of the Wrist – 3:19 (Freddie Mercury)
11. Lily of the Valley – 1:43 (Freddie Mercury)
12. Good Company – 3:26 (Brian May)
13. The March of the Black Queen – 6:39 (Freddie Mercury)
14. In the Lap of the Gods... Revisited – 3:42 (Freddie Mercury)